# Сліман Кшук
Сліман Кшук (фр. Sliman Kchouk, араб. سليمان كشك, нар. 5 липня 1994, Бізерта) — туніський футболіст, захисник клубу «Клуб Африкен» та національної збірної Тунісу.

## Клубна кар'єра
У дорослому футболі дебютував 2011 року виступами за команду клубу «Бізертен», кольори якої захищав до кінця 2016 року, зігравши у 75 матчах чемпіонату і вигравши у 2013 році Кубок Тунісу.
У січні 2017 року підписав контракт з «Клуб Африкен».

## Виступи за збірну
4 січня 2017 року дебютував в офіційних іграх у складі національної збірної Тунісу в товариському матчі проти збірної Уганди.
У складі збірної був учасником Кубка африканських націй 2017 року у Габоні.
Наразі провів у формі головної команди країни 1 матч.

## Досягнення
- Володар Кубка Тунісу: 2013